# Îles de Los
Die Los-Inseln (Îles de Los) sind eine Inselgruppe vor der Küste des westafrikanischen Staates Guinea.

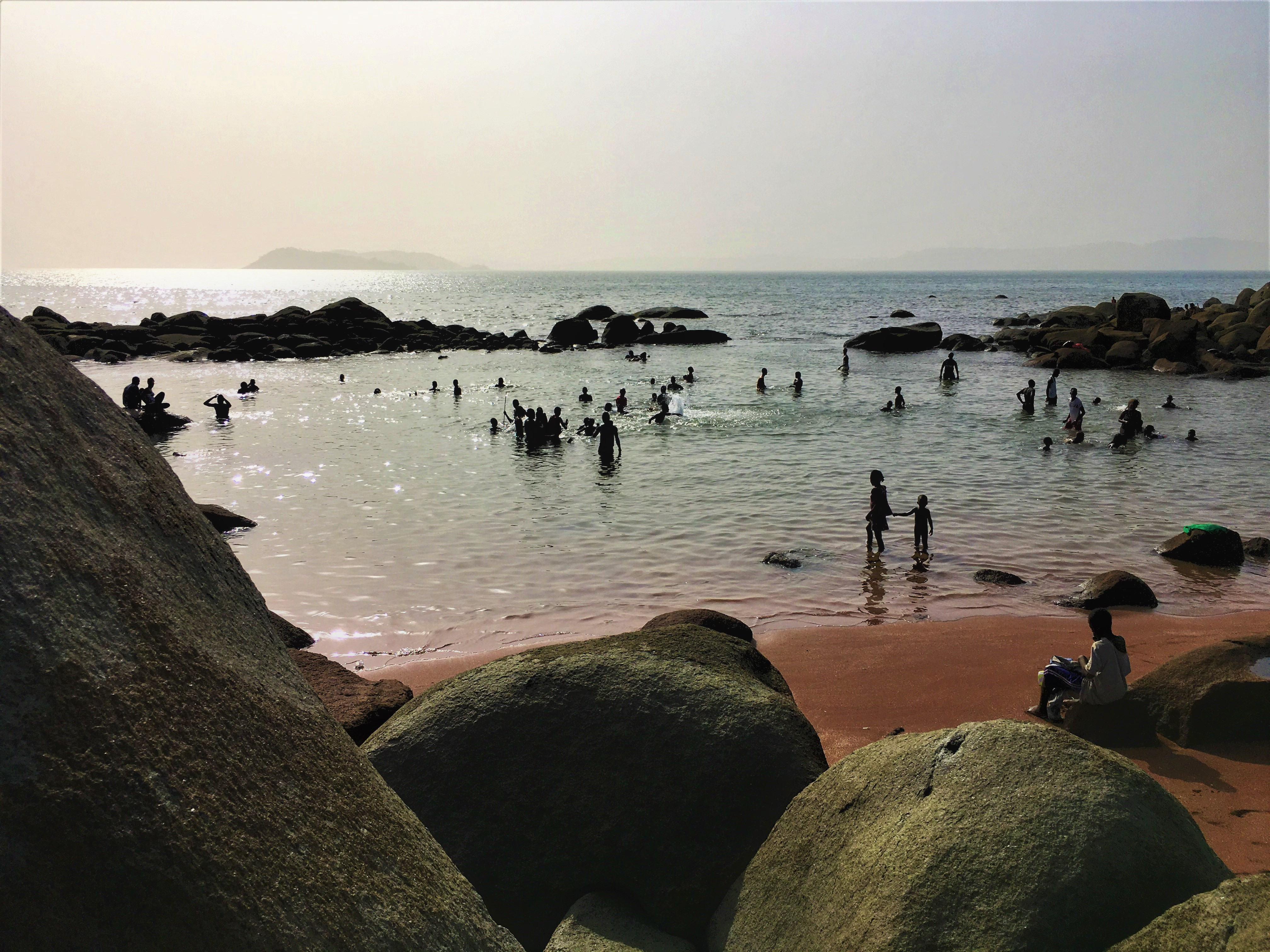
Strand auf Kassa

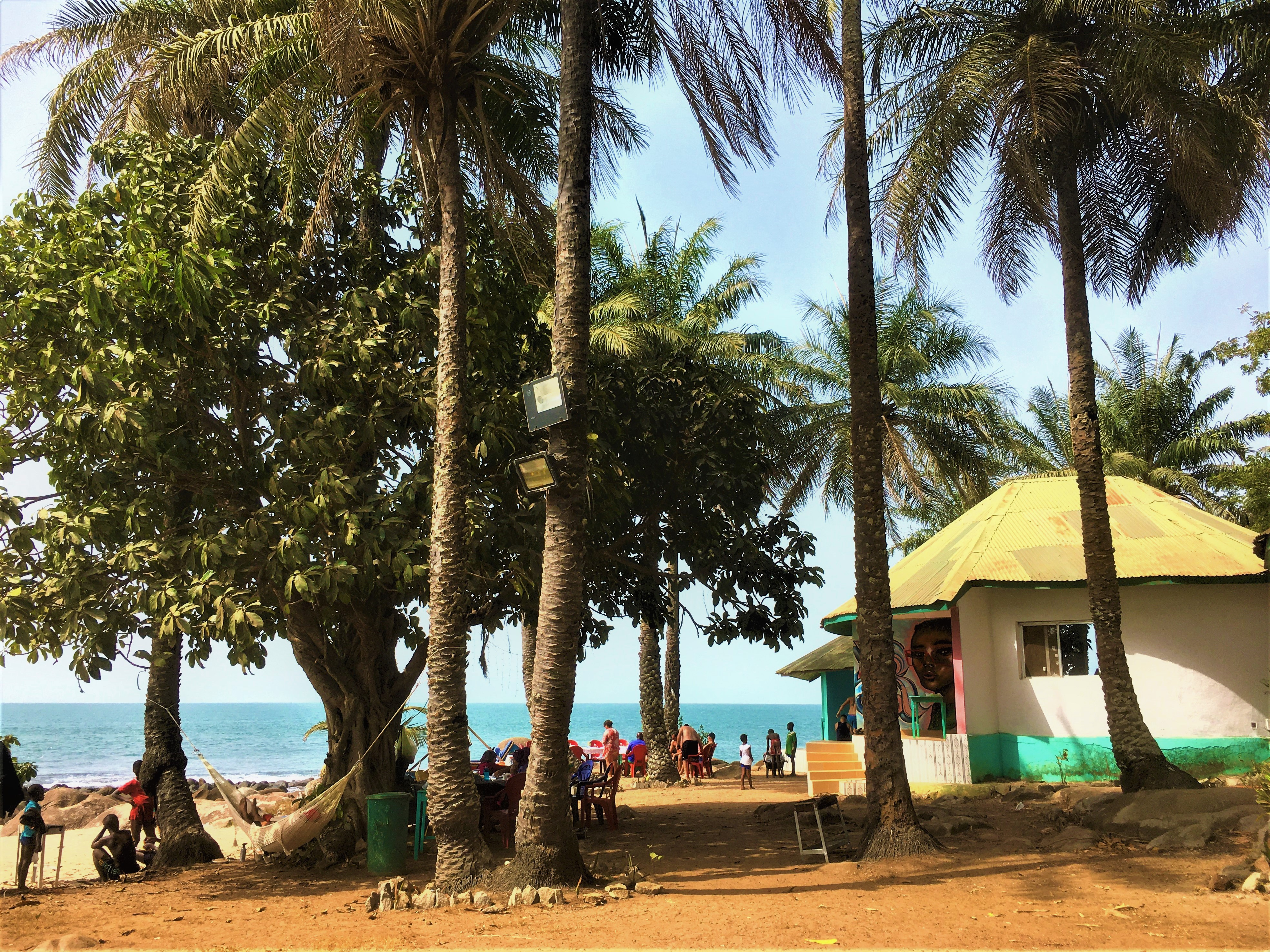
Unterkunft am Strand in Soro, Kassa

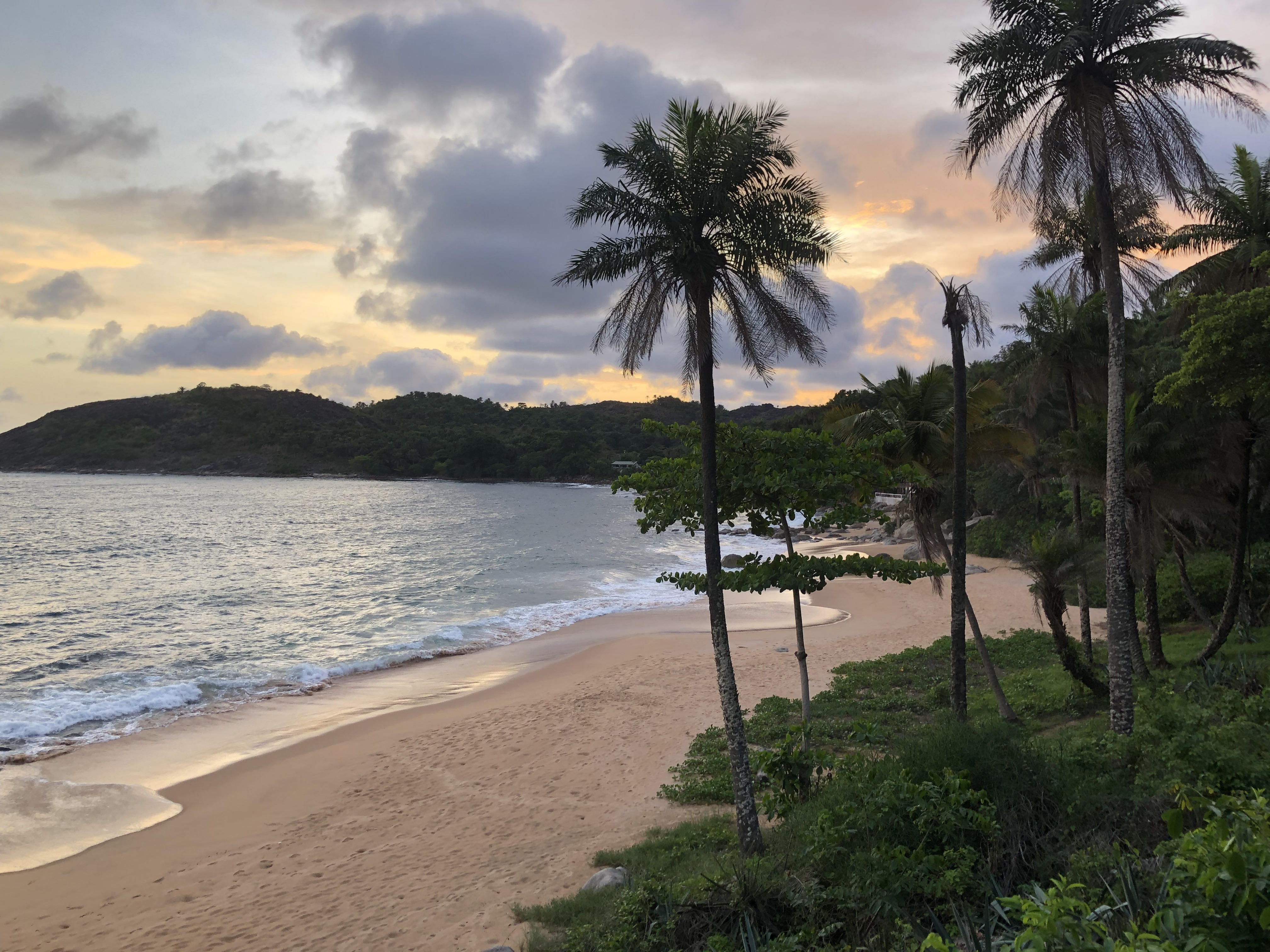
Strand auf Roume

## Geographie
Die Îles de Los liegen im Atlantik westlich von Conakry, der Hauptstadt von Guinea. Es gibt drei Hauptinseln:
- Tamara mit dem Ort Fotoba,
- Kassa und
- Roume.

Coraille, Blanche und Cabris sind kleinere Inseln im Süden.
Tamara ist die größte der Inseln, sie ist 13 km lang und 1,6 km bis 3 km breit. Sie hat auch die höchste Erhebung mit 152 m. Nur Tamara und Kassa haben nennenswerte Siedlungen (Fotoba, Soro und Cité de Kassa).
Die Inselgruppe ist vulkanischen Ursprungs, hat einige Sandstrände und ist heute mit Palmen bewachsen.

## Namensgebung
Die frühen portugiesischen Seefahrer nannten die Inseln „Ilhos dos Idolos“, also „Inseln der Idole (Götterbilder)“, woher ihr heutiger Name „Îles de Los“ stammt.
Bis weit in das 20. Jahrhundert hinein pflegten Angehörige der Bagas alljährlich Prozessionen zu diesen Inseln durchzuführen. Dabei brachten sie ihren Göttern – darunter der Fruchtbarkeitsgöttin Nimba – Opfergaben.

## Geschichte
Erstmals gelangte der portugiesische Seefahrer António Fernandes 1446 in das Gebiet der Inseln, aber erst ab dem 16. Jahrhundert wurden die Inseln erstmals von den Europäern als Handelsstützpunkt genutzt, jedoch entstanden keine dauerhaften Verwaltungssiedlungen. Roume war ein berüchtigtes Zentrum für den afrikanischen Sklavenhandel, auf Tamara befand sich ein von den Briten 1812 erbautes Gefängnis. Im Jahre 1818 erwarb Sir Charles MacCarthy, der Gouverneur von Sierra Leone, die Inselgruppe von der Ethnie der Baga.
Ab 1855 wirkten anglikanische Missionare der Société pour la Propagation de l'Evangile (SPL) auf den Inseln. Sie errichteten 1870 in Fotoba auf der Insel Tamara eine anglikanische Kirche mit Namen St. John. 1997 konnte auf Kassa die Kirche St. Peter erbaut werden, die beide zur anglikanischen Diözese Guinea gehören.
Ende 1884 drängte der Kolonialhändler Friedrich Colin die deutsche Regierung, zusammen mit den am gegenüberliegenden Ufer erworbenen Regionen Kapitaï und Koba auch die zwar schon britisch beanspruchten, noch aber nicht britisch besetzten Los-Inseln zu annektieren. Die lange unbewohnten Inseln wurden bis 1904 dem britischen Einflussgebiet zugerechnet, ehe sie an Frankreich übergeben wurden. Seit der Unabhängigkeit von Guinea im Jahre 1958 gehören sie zu diesem Staat.
Im Jahre 1949 begann man auf Kassa mit dem Abbau von Bauxit; 1966 waren die Vorkommen dann erschöpft. Die Vorkommen auf Tamara wurden von 1967 bis 1972 abgebaut.

## Trivia
Die Insel Roume soll Stevenson zu seinem Roman Die Schatzinsel inspiriert haben.

## Tourismus
Heutzutage sind die Îles de Los aufgrund ihrer Sandstrände und bewaldeten Flächen im Inselinneren ein beliebtes Ausflugsziel, von Conakry aus gibt es öffentliche Fähren und private Boote, die die Inseln innert einer Stunde erreichen.